# الاتحاد العربي في كوبا
الاتحاد العربي في كوبا Arab Union of Cuba( بالإسبانية: Union Árabe de Cuba) هي منظمة ومركز مجتمعي في هافانا، كوبا تهدف إلى الحفاظ على المجتمع والثقافة العربية في كوبا والحفاظ عليهما. تأسس عبر دمج المنظمات العربية الموجودة في كوبا، تضم الجمعية اللبنانية في هافانا، وجمعية المركز العربي، والجمعية العربية الفلسطينية في كوبا.   يقع مقر المنظمة في المركز الثقافي العربي الكوبي في حي سنترو هافانا في هافانا، كوبا. 

## الخلفية
استقبلت كوبا العديد من العرب، معظمهم من السوريين واللبنانيين والفلسطينيين طوال أواخر القرن التاسع عشر وأوائل القرن العشرين. لقد شكلوا منظمات وجمعيات ونوادي تدافع عن رفاهية مجتمعهم. ومن أولى هذه الجمعيات جمعية التقدم السورية في هافانا التي تأسست عام 1905. في عام 1919، تم تأسيس الجمعية الفلسطينية العربية في كوبا، والجمعية اللبنانية في هافانا بعد فترة وجيزة من بين العديد من الجمعيات الأخرى في جميع أنحاء كوبا. تم توحيد هذه المنظمات في منظمة واحدة تعرف اليوم باسم الاتحاد العربي في كوبا. 

## الوضع الحالي
يقع الاتحاد العربي الكوبي في المركز الثقافي العربي الكوبي، ويستضيف دروسًا وفعاليات تتعلق في الغالب بالشؤون المتعلقة في المجتمع العربي، ولكن أيضًا بالمجتمع الكوبي ككل بما في ذلك دروسفي اللغة العربية ودروس الرقص وتصميم الرقصات وحفلات الزفاف. كما يستضيف المركز الثقافي العربي الكوبي مكتبة أرشيفية من الأدبيات والوثائق المتعلقة بالجالية العربية في كوبا. 

## الرئيس
رئيس المركز العربي في كوبا حاليا هو الفريدو درويش وهو ينتمي إلى نفس عائلة الشاعر الفلسطيني الكبير محمود درويش